# Acidente do submersível Titan em 2023
Em 18 de junho de 2023, o Titan, um submersível operado pela OceanGate Expeditions, desapareceu no Oceano Atlântico Norte, na costa de Terra Nova, no Canadá. O submersível, projetado para acomodar cinco pessoas, levava uma expedição de turistas para ver os destroços do RMS Titanic. Esperava-se que o submersível tivesse um suprimento de ar respirável de até 4 dias (96 horas), que teria acabado no início do dia 22 de junho de 2023, aproximadamente às 04h00 NDT (UTC−2:30, 03h30 no horário de Brasília, 07h30 no horário de Portugal).
Os esforços de busca e resgate foram realizados por uma equipe internacional composta pela Guarda Costeira dos Estados Unidos (USCG), pela Marinha dos Estados Unidos (USN) e pela Guarda Costeira do Canadá. Aeronaves da Real Força Aérea Canadense (RCAF) e da Guarda Aérea Nacional dos Estados Unidos (ANG), um navio da Marinha Real Canadense (RCN) e vários navios comerciais e de pesquisa e veículos subaquáticos operados remotamente (ROVs) também auxiliaram nas buscas.
Em 22 de junho, após quase 80 horas de busca, a Guarda Costeira dos Estados Unidos e a OceanGate confirmaram que um veículo subaquático operado remotamente (ROV) descobriu um campo de destroços contendo partes do Titan a aproximadamente 488 metros (1 600 pés) da proa do Titanic. Presume-se que o vaso de pressão tenha implodido durante ou após a descida do Titan, matando instantaneamente todos a bordo.

## Antecedentes
O RMS Titanic foi um transatlântico britânico que afundou no Atlântico Norte em 15 de abril de 1912 após bater em um iceberg. Em 1985, seus restos mortais foram descobertos a cerca de 400 milhas náuticas (460 mi; 740 km) da costa de Terra Nova, na semi-epônima província de Terra Nova e Labrador, Canadá.

## Histórico
Titan era uma embarcação para 5 pessoas feita de fibra de carbono e titânio operada pela OceanGate. O navio teria suporte de vida para sustentar cinco tripulantes por até 96 horas (4 dias).
Normalmente, a bordo de cada mergulho estava "um piloto, três convidados pagantes e o que a empresa chama de especialista em conteúdo". Uma vez perto do local de mergulho, a descida da superfície até o Titanic durava por volta de três horas, enquanto a imersão total levava aproximadamente oito horas. Durante a viagem, o submersível deveria se comunicar com a tripulação acima da água a cada 15 minutos.
A OceanGate pretendia realizar várias expedições ao Titanic em 2023, mas devido ao mau tempo em Newfoundland, a empresa faria apenas uma expedição em 2023. A empresa cobrava US$ 250 000 pela oportunidade de participar da expedição de oito dias.

## Cobertura midiática e reações
O submersível tornou-se amplamente discutido nas redes sociais conforme a história se desenrolou. O incidente inspirou memes de internet, que ridicularizaram as deficiências de construção do submergível e as vítimas; alguns modders de videogame recriaram o Titan como um veículo jogável em Grand Theft Auto V, e jogadores de Roblox recriaram o veículo – frequentemente incluindo o evento que transcorria – como um jogo multiplayer interativo. Os memes foram tachados de insensíveis, com David Pogue comentando que eles eram "inapropriados e um pouco doentios"; reações negativas similares ocorreram sobre os modds do Grand Theft Auto, pois alguns fãs os consideraram intempestivos e inapropriados, em razão da morte dos envolvidos. Alguns afirmaram que a reação combativa contra as vítimas pode estar relacionada à cobertura midiática de outras expedições de bilionários e suas próprias empresas, em condições extremas, como SpaceX e Blue Origin. Molly Roberts escreveu ao Washington Post que essas piadas sobre o acidente demonstravam o impulso dos usuários de internet serem irônicos, provocativos e agressivos uns com os outros, combinado com uma atitude de "comam os ricos".
Houve críticas à escala das buscas e dos esforços de resgate e à cobertura midiática em comparação ao desastre do barco de migrantes na Messênia, que ocorrera dias antes.  A busca ao Titan provavelmente custou milhões de dólares aos cofres públicos. Ishaan Tharoor, do Washington Post, notou que usuários da internet no Paquistão contrastaram as vítimas paquistaneses envolvidas nos dois acidentes. No mar Jônico, próximo à costa de Pilos, na Grécia, um bote de pesca afundou enquanto carregava algo estimado entre 400 e 750 imigrantes, resultando em aproximadamente cem mortes confirmadas, outras cem pessoas resgatadas, e algumas centenas desaparecidas na altura do desaparecimento do Titan. Esforços de busca e resgate ao barco dos imigrantes foram conduzidos pelo exército e pela guarda costeira da Grécia.
O senador Marcos Pontes, ex-ministro da Ciência, Tecnologia e Inovação do Governo Jair Bolsonaro, oferecia pacotes turísticos para o Titanic no Titan por meio de sua agência de viagens. O anúncio, veiculado no site da agência, foi removido após as notícias sobre o incidente do submersível Titan. A assessoria de imprensa de Pontes declarou que não chegou a vender esse pacote para tripulantes dessa viagem específica.
Iron Lung, um videogame que se passa em um submarino, lançado em março de 2022 na Steam, acabou recebendo notoriedade devido à semelhança do jogo com o acidente. Por consequência, o jogo teve seu número de vendas elevado após a notícia do acidente ser divulgada. O desenvolvedor do jogo, David Szymanski, divulgou em 21 de junho em seu Twitter um gráfico que mostrou o aumento das compras do jogo. Em 25 de junho, o youtuber estadunidense MrBeast, o indivíduo com mais inscritos da plataforma, revelou que foi convidado para entrar no submersível, mas acabou recusando a oferta.
Discutindo a escala das buscas e a resposta de resgate, Sean Leet, co-fundador e presidente da Horizon Maritime Services, a empresa proprietária do Polar Prince, disseː "Eu estive na indústria naval desde uma idade muito tenra e presenciei uma série de situações diferentes, e nunca vi uma aparelhagem daquela natureza mobilizar-se tão rapidamente [...] A resposta da Guarda Costeira e do Exército dos Estados Unidos, as pessoas no aeroporto, a gente aqui, várias companhias que estiveram envolvidas na mobilização dessa aparelhagem [...] isso foi feito de forma impecável."
Park Stephenson, pesquisador do Titanic, comentou inicialmente sobre o desaparecimento do Titanː "Não importa o que você ler nas próximas horas, tudo que se sabe verdadeiramente no momento é que as comunicações com o submersível foram perdidas e isso é atípico o suficiente para levantar a mais séria consideração." Stephenson tem experiência com explorações do mar-profundo em expedições como a do Titan, e mergulhou anteriormente nos destroços do Titanic em cinco ocasiões.
James Cameron, que dirigiu o filme Titanic de 1997, e visitou os destroços do navio 33 vezes, disse que estava "espantado pela similaridade" entre a implosão do submergível e os eventos que levaram ao desastre do Titanic. Cameron criticou a escolha de construir o vaso de pressão com fibra de carbono, apontando que esse material não tem "tenacidade sob compressão", quando sujeita às imensas pressões das profundezas. Também criticou o sistema de monitoramento real de Stockton Rush, porque seria uma solução inadequada e que pouco faria para prevenir uma implosão.

## Segurança e preocupações

### Segurança

Esquema do OceanGate Titan

Como o Titan operava em águas internacionais, não era objeto de regulações de segurança. A embarcação não era certificada como navegável por qualquer agência regulatória ou organização terceira. O repórter David Pogue, que participou de expedição em 2022 como atração do CBS News Sunday Morning, afirmou que todos os passageiros do Titan assinavam um termo confirmando ter ciência de que aquela era uma embarcação "experimental", "que não foi aprovada ou certificada por nenhum órgão regulador, e poderia resultar em lesão física, incapacidade, trauma emocional ou morte". O produtor televisivo Mike Reiss, que também participou de expedição, notou que o termo mencionava "morte três vezes na primeira página". Um artigo de 2019 publicado na revista Smithsonian referiu-se a Rush como um "inventor audacioso". No artigo, descreve-se que Rush afirmou que a Lei de Segurança de Embarcações de Passageiros de 1993 dos EUA "priorizou desnecessariamente a segurança dos passageiros, em detrimento da inovação comercial". Em uma entrevista de 2022, Rush disse à CBS News: "Em um determinado ponto, segurança é só puro desperdício. Quero dizer, se você quer estar seguro, não saia da cama. Não entre em seu carro. Não faça nada." Numa entrevista em 2021, Rush observou: "Eu quebrei algumas regras para fazê-lo [o Titan]. Eu acho que as quebrei com lógica e boa engenharia. A fibra de carbono e titânio, existe uma regra que você não faz isso".
A OceanGate afirmava que o Titan era o único submersível tripulado que usava RTM, "um sistema integrado de monitoramento de saúde em tempo real". O sistema proprietário, patenteado por Rush, empregava sensores acústicos e extensômetros no limite para analisar os efeitos da pressão, que aumentava à medida que a embarcação submergia mais profundamente no oceano, e para monitorar a integridade do casco em tempo real. Isso supostamente funcionaria para avisar prematuramente sobre problemas e possibilitar que a descida fosse abortada em tempo suficiente para que voltassem à superfície.

### Preocupações anteriores

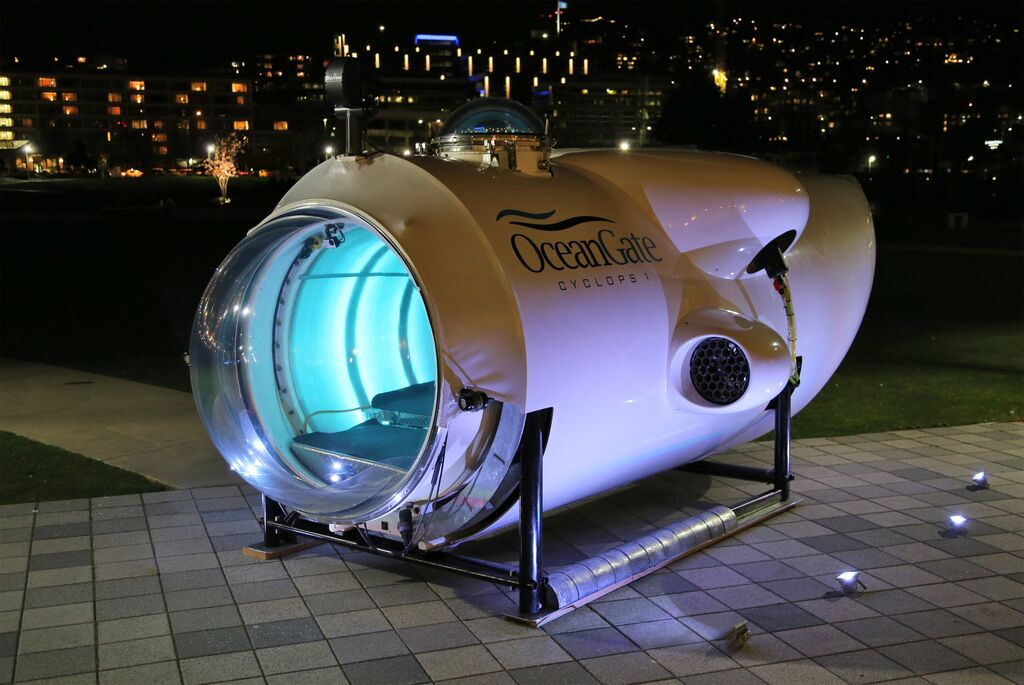
Cyclops 1 da OceanGate, uma versão anterior do Titan.

Em 2018, o diretor de operações marinhas da OceanGate, David Lochridge, compos um relatório documentando as preocupações que tinha a respeito da segurança do Titan. Nos documentos, Lochridge disse que insistiu para que a empresa avaliasse e certificasse o Titan com uma agência, mas a OceanGate recusou fazê-lo, mencionando falta de interesse em pagar. Ele também disse que a janela transparente na parte posterior do Titan só tinha certificação para uma profundidade de 1 300 metros, apenas um terço da profundidade requerida para alcançar o Titanic. Lochridge também afirmou se preocupar porque a OceanGate não efetuou um ensaio não destrutivo no casco da embarcação antes de efetuar mergulhos tripulados, e alegou que foi "repetidamente informado de que não seria possível efetuar uma varredura na embargação devido à espessura do casco".
OceanGate disse que Lochridge, que não é engenheiro, recusou aceitar o parecer do time de engenharia da empresa, que atestou a segurança da embarcação, e que a avaliação da companhia sobre o casco do Titan era mais forte que qualquer avaliação que Lochridge pensava ser necessária. OceanGate processou Lochridge por alegadamente violar os termos do contrato de confidencialidade e por fazer declarações fraudulentas. Lochridge também processou a empresa, afirmando que foi erroneamente demitido, como se fosse um delator por ter trazido à tona preocupações sobre a possibilidade do Titan operar em segurança. Meses depois, as partes chegaram a um acordo.
Mais tarde, ainda em 2018, a Marine Technology Society escreveu uma carta a Rush expressando "preocupações unânimes a respeito do desenvolvimento do Titan e da expedição planejada ao Titanic", indicando que "a atual abordagem experimental poderia levar a resultados negativos (de menores a catastróficos) que teriam sérias consequências para todos na indústria." Um signatário da carta contou, posteriormente, ao New York Times que Rush o telefonou, após lê-la, para dizer que acreditava que os padrões da indústria sufocavam a inovação.

### Incidentes anteriores

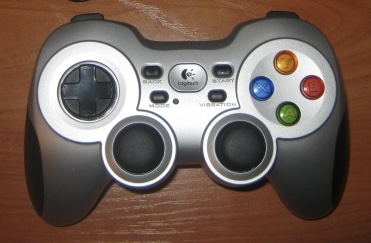
Uma versão modificada de um controle sem fio Logitech F710 foi usada para pilotar o Titan.

O Titan fizera anteriormente três expedições ao lugar dos destroços do Titanic, o primeiro em julho de 2021. Em 2022, o repórter David Pogue estava a bordo do navio de superfície quando o Titan se perdeu e não pôde localizar o Titanic durante um mergulho. Em dezembro de 2022, no CBS News Sunday Morning, Pogue questionou a segurança do Titan em um relato que viralizou nas redes sociais, após o submersível perder contato com o navio de superfície em junho de 2023. Em sua análise, Pogue disse a Rush que "parecia que o submersível tinha improvisações ao estilo do MacGyver". Notou, inclusive, que um controle de videogame Logitech F710 sem fio, no valor de 30 dólares, com analógicos modificados era usado para conduzir o submersível, e que tubos de construção eram usados como lastro.
Em 2022, durante um mergulho em direção ao Titanic, um dos propulsores do Titan foi instalado acidentalmente ao contrário e o submergível começou a girar em círculos quando tentava mover-se para frente, próximo ao leito marinho. Como descrito pelo documentário da BBC Take Me to Titanic, o problema foi resolvido ao conduzir enquanto segurava o controle de lado. De acordo com documentos judiciais de novembro de 2022, a OceanGate relatou que, durante um mergulho em 2022, o submersível sofreu de problemas de bateria e teve de ser acoplado manualmente à plataforma de elevação, causando danos a componentes externos.

## Incidente
Em 16 de junho, a Expedição do Naufrágio do Titanic partiu de St. John's, Newfoundland, a bordo do navio de expedição e pesquisa MV Polar Prince. Polar Prince chegou ao local de mergulho em 17 de junho, e a operação de mergulho começou no dia seguinte às 9h após uma comunicação gravada às 11h47. Esperava-se que o barco ressurgisse às 18h10. Às 18h35 as autoridades foram notificadas do incidente.
Vários erros potenciais podem ter ocorrido. Uma possibilidade é que o equipamento de comunicação do Titan falhou, o que significa que eles não podem se comunicar com a tripulação acima da água, mas podem navegar livremente. Também é possível haver um problema com o sistema de lastro, que controla a descida e subida da embarcação. Outro cenário é que o Titan "pendurou em um pedaço de detritos que poderia impedi-lo de retornar à superfície".
Durante a tarde do dia 22, a Guarda Costeira dos Estados Unidos anunciou que um veículo operado remotamente pelo navio canadense Horizon Arctic encontrou destroços do Titan perto de onde estaria os destroços do Titanic. Logo após o anúncio, a empresa OceanGate emitiu comunicado informando que acreditava que todos a bordo faleceram.
De acordo com Aileen Marty, professora de medicina de catástrofes na Universidade Internacional da Flórida e ex-oficial da Marinha dos Estados Unidos, a implosão do submersível provavelmente ocorreu em uma fração de milissegundo, de modo que os ocupantes do Titan morreram sem perceber que havia um problema.

## Operações de busca e salvamento

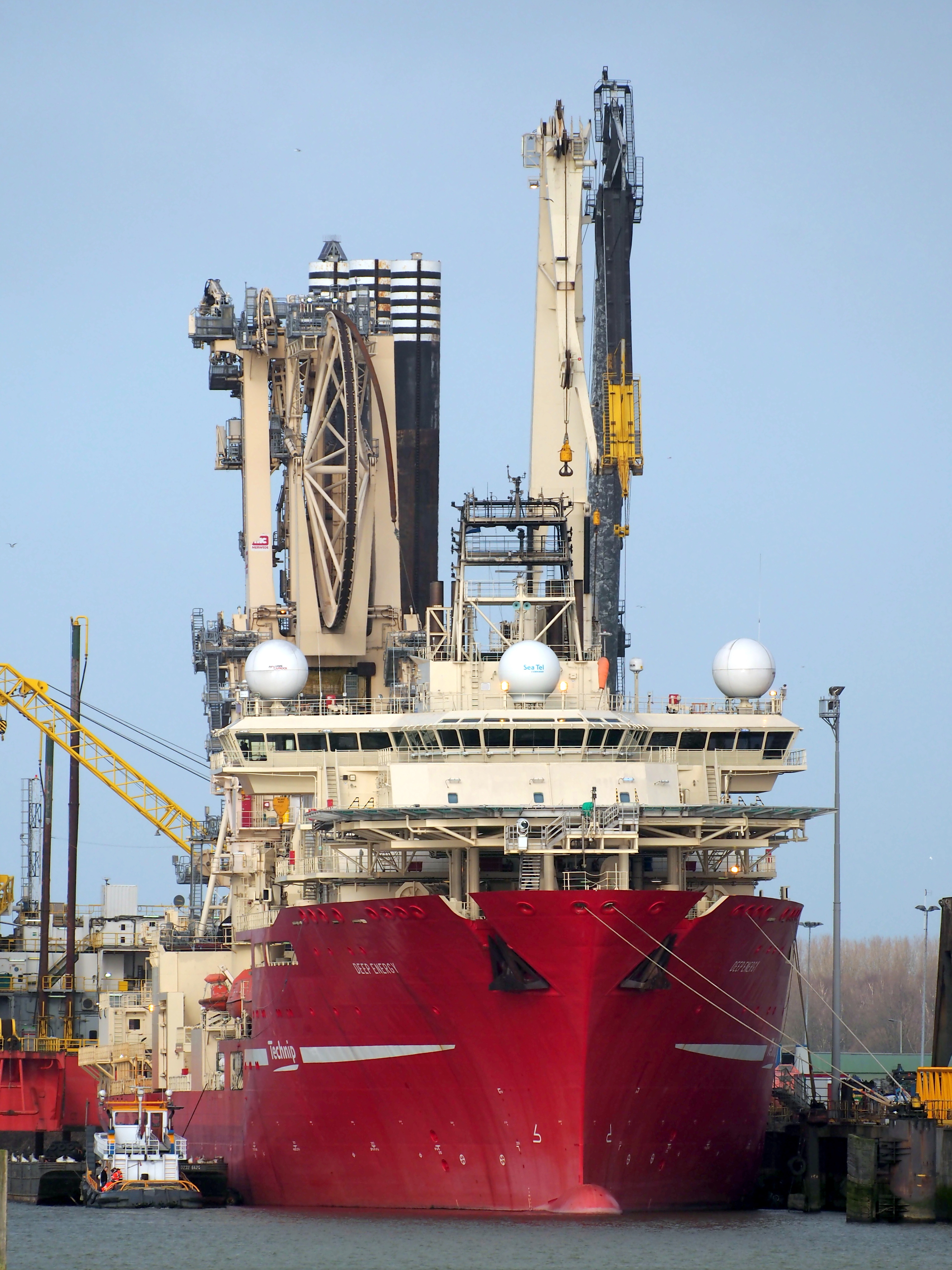
O navio Deep Energy (fotografado na Holanda, 2015) chegou com dois ROVs em 20 de junho.

Em 19 de junho, equipes do Setor Nordeste da Guarda Costeira dos Estados Unidos (USCG), com sede em Boston, lançaram missões de busca do submersível e das cinco pessoas a bordo a 900 milhas náuticas (1 700 km) da costa de Cape Cod. O Centro Conjunto de Coordenação de Resgate de Halifax (JRCC Halifax) informou que uma aeronave Lockheed CP-140 Aurora da Royal Canadian Air Force (RCAF) faz parte da busca.
A Guarda Costeira indicou que a missão de busca e salvamento é difícil devido à localização remota, mas o contra-almirante Mauger afirmou que eles estão "aplicando todos os recursos disponíveis". Apesar da dificuldade do local, todas as operações de busca e salvamento são afetados por "condições climáticas, falta de luz à noite, estado do mar e temperatura da água"; busca e salvamento subaquáticos são ainda mais difíceis. Embora muitos submersíveis sejam equipados "com um dispositivo acústico, muitas vezes chamado de pinger, que emite sons que os socorristas podem detectar debaixo d'água", não está claro se o Titan possui tal dispositivo.

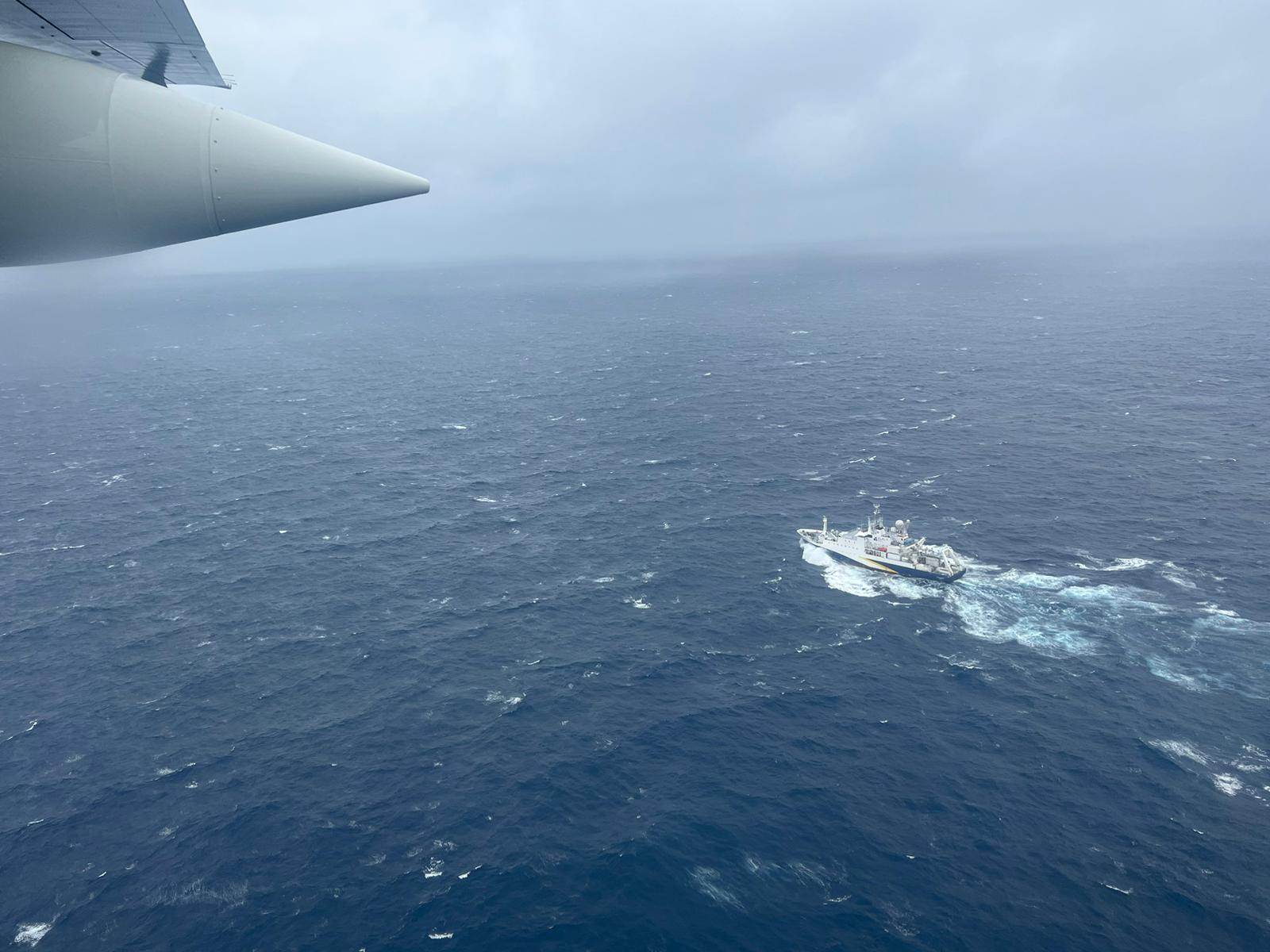
HC-130 da Guarda Costeira sobrevoando o navio de pesquisa francês L'Atalante em 21 de junho.

A busca é feita, atualmente, em duas frentes: uma busca na superfície da água e uma busca por sonar subaquático. Isso envolve o uso de três aeronaves C-130 Hercules, duas dos Estados Unidos e uma do Canadá, bem como um Boeing P-8 canadense equipada com boias de sonar. Nenhum dos dois países possui embarcações submarinas capazes de auxiliar facilmente em missões de busca e investigação. A Marinha dos Estados Unidos possui um veículo de resgate subaquático, embora ele não possa atingir a profundidade potencial onde o Titan deveria estar, assim como os veículos operados remotamente, que podem ter dificuldade em chegar ao local a tempo.
Um navio de lançamento de dutos, Deep Energy, operado pela TechnipFMC, chegou ao local em 20 de junho de 2023 com dois ROVs e outros equipamentos adequados para as profundezas do fundo do mar na área.
Os destroços do submersível chegaram ao porto de São João da Terra Nova, no Canadá, no dia 28 de junho a bordo do navio Horizon Arctic, da Guarda Costeira Canadenese. A investigação dos destroços será conduzida pela Guarda Costeira dos Estados Unidos. No mesmo dia, a Guarda Costeira Americana disse ter encontrado possíveis restos humanos nos destroços recuperados. Uma análise formal será conduzida por especialistas médicos.

## Investigações
Em 23 de junho, os governos federais do Canadá e dos Estados Unidos anunciaram a abertura de inquéritos sobre o incidente. Em 25 de junho, as autoridades francesas (Bureau d'Enquêtes sur les Événements de Mer, BEAmer) e britânicas (Marine Accident Investigation Branch, MAIB) juntaram-se a eles; o relatório final será apresentado à Organização Marítima Internacional (OMI). Não é certo que do inquérito resultem reformas duradouras, uma vez que a OMI não tem autoridade reguladora.

### Estados Unidos
A investigação nos Estados Unidos está sendo conduzida pela Guarda Costeira dos Estados Unidos (USCG) com o apoio da National Transportation Safety Board (NTSB); a Guarda Costeira está a assumir a liderança porque declarou o incidente como um "acidente marítimo grave". O Capitão Jason Neubauer da USCG foi nomeado investigador principal de um Conselho de Investigação Marítima.
Em 16 de setembro de 2024, durante audiência pública aberta, a Guarda Costeira dos Estados Unidos revelou que a última frase enviada pelos tripulantes do submarino Titan foi "está tudo bem aqui".

### Canadá
O Conselho de Segurança de Transportes do Canadá (TSB) está investigando porque o navio de apoio do Titan, MV Polar Prince, é um navio de bandeira canadiana. Uma equipe de investigadores da TSB está indo ao porto de origem em St. John's, Newfoundland, para "recolher informações, realizar entrevistas e avaliar a ocorrência", prevendo-se igualmente a participação de outras agências. A Real Polícia Montada do Canadá (RCMP) anunciou também que estava efetuando um exame preliminar do incidente, a fim de determinar se deveria iniciar uma investigação completa, que ocorrerá se a RCMP determinar que foram infringidas leis criminais, federais ou provinciais.

## Pessoas a bordo
- Shahzada Dawood, o empresário paquistanês, era vice-presidente de um dos maiores conglomerados do Paquistão, a Engro Corporation.[103]
- Suleman Dawood, o filho do empresário paquistanês, tinha 19 anos de idade.[103][104]
- Hamish Harding, o bilionário empresário e explorador britânico, fundou a Action Aviation, uma empresa especializada em serviços de aviação e aeroespaciais.[103]
- Paul-Henri Nargeolet, o ex-comandante da Marinha Francesa e piloto de submersível, era considerado o principal especialista no naufrágio do Titanic.[103][105]
- Stockton Rush, o diretor-executivo e co-fundador da OceanGate, participou do desenvolvimento das embarcações submersíveis da OceanGate, incluindo o submarino Titan.[103]